# Craig (Colorado)
Craig és una població dels Estats Units, seu del comtat de Moffat, a l'estat de Colorado. Segons el cens del 2000 tenia 9.189 habitants.

## Demografia
Segons el cens del 2000, Craig tenia 9.189 habitants, 3.525 habitatges, i 2.432 famílies. La densitat de població era de 728,5 habitants per km².
Dels 3.525 habitatges en un 38,3% hi vivien nens de menys de 18 anys, en un 54,3% hi vivien parelles casades, en un 9,6% dones solteres, i en un 31% no eren unitats familiars. En el 25,9% dels habitatges hi vivien persones soles el 8,9% de les quals corresponia a persones de 65 anys o més que vivien soles. El nombre mitjà de persones vivint en cada habitatge era de 2,53 i el nombre mitjà de persones que vivien en cada família era de 3,05.
Per edats la població es repartia de la següent manera: un 28,5% tenia menys de 18 anys, un 9,6% entre 18 i 24, un 30,1% entre 25 i 44, un 21,9% de 45 a 60 i un 9,9% 65 anys o més.
L'edat mediana era de 34 anys. Per cada 100 dones de 18 o més anys hi havia 103,4 homes.
La renda mediana per habitatge era de 41.091 $ i la renda mediana per família de 45.504 $. Els homes tenien una renda mediana de 38.038 $ mentre que les dones 21.806 $. La renda per capita de la població era de 18.140 $. Entorn del 6,9% de les famílies i el 8,6% de la població estaven per davall del llindar de pobresa.

## Poblacions més properes
El següent diagrama mostra les poblacions més properes.